# Lai Lai Win
Lai Lai Win (* 9. Februar 1977 in Natmauk) ist eine ehemalige myanmarische Leichtathletin, die sich auf den Sprint spezialisiert hat.

## Karriere
Erste Erfahrungen bei internationalen Meisterschaften sammelte Lai Lai Win im Jahr 2003, als sie bei den Südostasienspielen in Hanoi in 55,87 s den vierten Platz im 400-Meter-Lauf belegte und mit 25,12 s Rang sieben über 200 m erreichte. Zudem gewann sie mit der myanmarischen 4-mal-400-Meter-Staffel in 3:43,66 min die Silbermedaille hinter dem Team aus Vietnam. Zwei Jahre später belegte sie bei den Südostasienspielen in Manila in 11,83 s den siebten Platz im 100-Meter-Lauf und erreichte mit 24,24 s den fünften Platz über 200 m. 2007 gewann sie bei den Südostasienspielen in Nakhon Ratchasima in 55,11 s die Silbermedaille über 400 m hinter der Thailänderin Saowalee Kaewchuay und sicherte sich auch im Staffelbewerb in 3:40,60 min die Silbermedaille hinter Thailand. Im Jahr darauf startete sie dank einer Wildcard im 200-Meter-Lauf bei den Olympischen Sommerspielen in Peking, kam dort aber mit 24,37 s nicht über die erste Runde hinaus. 2009 gewann sie bei den Südostasienspielen in Vientiane in 3:43,29 min erneut die Silbermedaille mit der Staffel hinter Thailand und im Jahr darauf startete sie mit der Staffel bei den Asienspiele in Guangzhou und klassierte sich dort mit 3:55,24 min auf dem sechsten Platz. 2011 schied sie bei den Südostasienspielen in Palembang mit 25,90 s im Vorlauf über 200 m aus und 2013 verpasste sie bei den Südostasienspielen in Naypyidaw mit 12,42 s den Finaleinzug über 100 m und belegte mit der 4-mal-100-Meter-Staffel in 47,82 s den vierten Platz, woraufhin sie ihre aktive sportliche Karriere im Alter von 36 Jahren beendete.
In den Jahren 2008 und 2009 wurde Lai Lai Win myanmarische Meisterin im 100-Meter-Lauf und 2008 siegte sie auch über 200 m.

## Bestleistungen
- 100 Meter: 11,80 s, 22. September 2005 in Penang
- 200 Meter: 23,78 s, 24. September 2005 in Penang
- 400 Meter: 54,52 s, 7. September 2003 in Singapur